# Cáp treo Nữ Hoàng
Cáp treo Nữ hoàng là hệ thống cáp treo đầu tiên tại thành phố Hạ Long, Quảng Ninh. Đây là một công trình nằm trong quần thể vui chơi giải trí Sun World Ha Long của Tập đoàn Sun Group - một điểm đến mới thu hút lượng lớn khách du lịch đến với vịnh Hạ Long.

## Mô tả

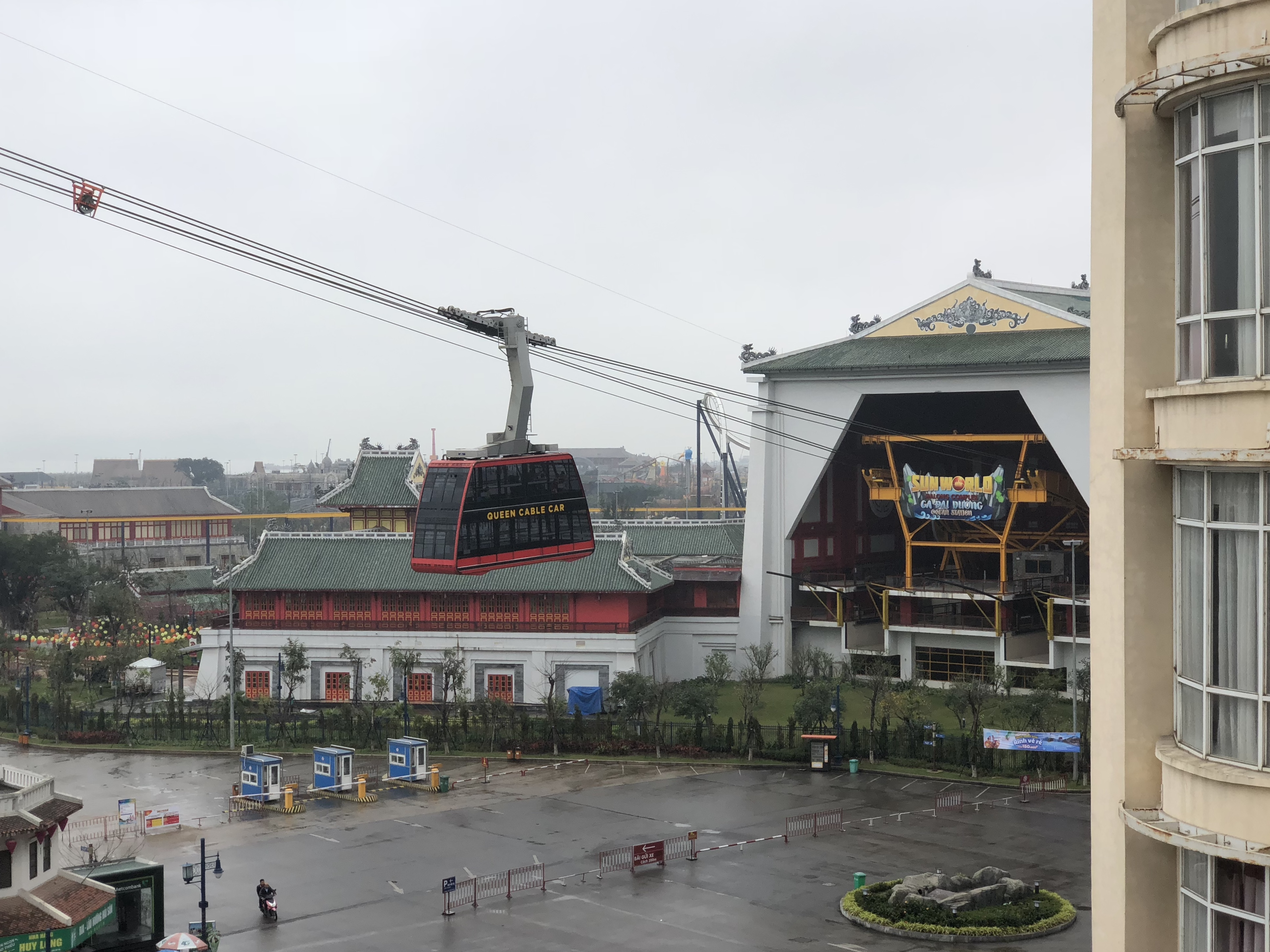
Cáp treo Nữ hoàng năm 2018

Không giống như nhiều hệ thống cáp treo khác, cáp treo Nữ hoàng chỉ bao gồm hai cabin vận chuyển khách, công suất đạt 2.000 hành khách mỗi giờ. Hành trình của cáp treo bắt đầu từ bãi biển Bãi Cháy băng qua vịnh Cửa Lục và nối với đỉnh Ba Đèo tạo thành một vị trí thuận lợi cho hàng ngàn du khách ghé thăm vịnh Hạ Long có cơ hội chiêm ngưỡng Di sản thế giới này từ trên cao. Tổng chiều dài của cáp treo đạt 2,2 km gồm hai trụ cáp và hai cabin. Ngoài ra, trên đỉnh của núi Ba Đèo còn là địa điểm hấp dẫn khác, đó chính là Zen Garden và Vòng quay Mặt Trời Hạ Long, vòng quay cao nhất thế giới, với chiều cao hơn 200 mét so với mực nước biển, đường kính 115 mét với 64 cabin.
Được khởi công vào ngày 2 tháng 9 năm 2014 và chính thức khánh thành vào ngày 25 tháng 6 năm 2016, cáp treo Nữ hoàng được công nhận hai kỷ lục Guinness cho cabin có sức chứa lớn nhất thế giới (với sức chứa 230 người/cabin) và cáp treo có trụ cáp so với mặt đất cao nhất thế giới (trụ cáp T1 cao 188,88 mét). Chủ đầu tư của công trình là tập đoàn Sungroup, tập đoàn nổi tiếng với nhiều dự án lớn.